# Beobachtbarer Durchmesser
In der Mathematik ist der beobachtbare Durchmesser (engl.: observable diameter) ein Begriff aus der Theorie metrischer Maßräume.

## Definition
Sei {\displaystyle (X,d_{X},\mu _{X})} ein metrischer Maßraum und definiere den Durchmesser
{\displaystyle \operatorname {diam} (A):=\sup \limits _{x,y\in X}\{d_{X}(x,y)\}}
bezüglich der Metrik.
Für eine reelle Zahl {\displaystyle \kappa \geq 0} wird zunächst der {\displaystyle \kappa }-partielle Durchmesser bezüglich {\displaystyle \mu _{X}} definiert
{\displaystyle \operatorname {ParDiam} _{\mu _{X}}(X,-\kappa ):=\inf \limits _{A\in \{A\subset X\colon \mu _{X}(A)\geq 1-\kappa \}}\operatorname {diam} (A),}
das heißt das Infimum der Durchmesser der Teilmengen {\displaystyle A\subset X}, für deren Maß {\displaystyle \mu _{X}(A)\geq 1-\kappa } gilt.
Sei {\displaystyle \operatorname {Lip} _{1}(X,\mathbb {R} )} der Raum der Lipschitz-stetigen Abbildungen {\displaystyle f\colon X\to \mathbb {R} } mit Lipschitz-Konstante {\displaystyle 1} und {\displaystyle f_{*}\mu _{X}} das Bildmaß unter der Funktion {\displaystyle f}. Der {\displaystyle \kappa }-beobachtbare Durchmesser {\displaystyle \operatorname {ObsDiam} _{\mu _{X}}(X,-\kappa )} von {\displaystyle X} bezüglich {\displaystyle \mu _{X}} ist definiert als
{\displaystyle \operatorname {ObsDiam} _{\mu _{X}}(X,-\kappa ):=\sup \limits _{f\in \operatorname {Lip} _{1}(X,\mathbb {R} )}\operatorname {ParDiam} _{f_{*}\mu _{X}}(\mathbb {R} ),}
das heißt das Supremum der {\displaystyle \kappa }-partiellen Durchmesser von {\displaystyle f(X)=\mathbb {R} } bezüglich der Bildmaße {\displaystyle f_{*}\mu _{X}} der {\displaystyle 1}-Lipschitz-Funktionen.
Für {\displaystyle \kappa =0} erhält man den Durchmesser von {\displaystyle X} und für {\displaystyle \kappa \geq 1} ist {\displaystyle \operatorname {ObsDiam} _{\mu _{X}}(X,-\kappa )=0}.

## Lévy-Familien
Eine Folge metrischer Maßräume {\displaystyle X_{n}} wird als Lévy-Familie bezeichnet, wenn es ein {\displaystyle \kappa >0} gibt mit
{\displaystyle \lim _{n\to \infty }\operatorname {ObsDiam} _{\mu _{X_{n}}}(X_{n},-\kappa )=0.}
Zum Beispiel ist eine Folge runder Sphären {\displaystyle S^{n}(r_{n})\subset \mathbb {R} ^{n+1}} genau dann eine Lévy-Familie, wenn {\displaystyle \lim _{n\to \infty }{\frac {r_{n}}{\sqrt {n}}}=0} gilt.

## Eigenschaften
Der beobachtbare Durchmesser lässt sich in Beziehung zum Trennungsabstand (engl.: separation distance) setzen, der wiederum in Beziehung zu den Eigenwerten des Laplace-Operators (mit Neumann-Randbedingungen) steht.
Für geschlossene, {\displaystyle n}-dimensionale Riemannsche Mannigfaltigkeiten {\displaystyle M} mit Ricci-Krümmung {\displaystyle \operatorname {Ric} \geq n-1} gilt
{\displaystyle \operatorname {ObsDiam} _{\mu _{M}}(M,-\kappa )\leq \operatorname {ObsDiam} _{\mu _{M}}(S^{n}(1),-\kappa )}
für alle {\displaystyle 0<\kappa <1}.